# James Goldstone
James Goldstone (ur. 8 czerwca 1931 w Los Angeles, zm. 5 listopada 1999 w Shaftsbury) – amerykański reżyser filmowy i telewizyjny.

## Filmografia
- Zwycięstwo (1969)
- Gang, który nie umiał strzelać (1971)
- Zabić swojego pana (1972)
- Załoga kapitana Lyncha (1976; znany także pt. Szkarłatny pirat)
- Rollercoaster (1977)
- Gdy czas ucieka (1980)

Gościnnie reżyserował także odcinki popularnych seriali telewizyjnych; m.in.: Perry Mason, Doktor Kildare, Ścigany, Prawo Burke’a, Ironside, Star Trek.